# 北海道教育大學
北海道教育大学（ほっかいどうきょういくだいがく，Hokkaido University of Education）位于北海道的日本国立大学。是一所只拥有教育学部的单科大学，但也设有除培养教师之外的许多课程。是全国大学中比较少见的采用分校制度的大学，各个分校之间的入学考试以及课程都相差很大，因此，也可以说是有5个大学组成的。

## 沿革
- 根据1949年国立学校设置法，北海道第一师范学校（札幌，成立於1877年）、北海道第二师范学校（函館市，成立於1876年）、北海道第三师范学校（旭川市，成立於1923年）、北海道青年师范学校（岩見澤市，成立於1923年）等四所师范学校改组而成，设立札幌・函館・旭川各分校和札幌分校岩见泽分教场，另新设釧路分校，成为新制“北海道学艺大学”。
- 1954年 岩见泽分教场改为岩见泽分校。
- 1966年 大学名改为“北海道教育大学”。
- 1993年 分校名改称为札幌校、函館校、旭川校、釧路校、岩見澤校等。

## 分校

### 札幌校
- 教員養成課程
  - 教育臨床專攻
  - 特別支援教育專攻
  - 養護教育專攻
  - 総合学習開發專攻
  - 基礎学習開發專攻

### 函館校
- 学校教育教員養成課程
- 生涯教育課程
- 国際理解教育課程
- 藝術文化課程
- 情報社会教育課程

### 旭川校
- 教員養成課程
  - 教育發達專攻
  - 国語教育專攻
  - 英語教育專攻
  - 数学教育專攻
  - 社会科教育專攻
  - 理科教育專攻
  - 生活技術教育專攻
  - 藝術保健体育教育專攻

### 釧路校
- 学校教育教員養成課程
- 生涯教育課程
- 国際理解教育課程
- 地域環境教育課程

### 岩见泽校
- 学校教育教員養成課程
- 生涯教育課程

## 附属学校
- 札幌校
  - 札幌小学校
  - 札幌中学校
- 函館校
  - 函館幼稚園
  - 函館小学校
  - 函館中学校
  - 函館特別支援学校
- 旭川校
  - 旭川幼稚園
  - 旭川小学校
  - 旭川中学校
- 釧路校
  - 釧路小学校
  - 釧路中学校

## 著名校友
- M.c.A·T - 音乐家、音楽制作人
- 佐佐木倫子 - 漫画家
- 牧口常三郎 - 创价学会初代会長
- 片山雅子 - 自由撰稿人，作家
- 石井郁子 - 日本共产党众议院议员